# Liste der Erzbischöfe von Lecce
Die folgenden Personen waren Bischöfe und Erzbischöfe von Lecce (Italien):
- Heiliger Oronzo
- Heiliger Fortunatus (68–...)
- Donato (erwähnt 163)
- Leucio I.
- Dionisio (261–...)
- Biagio
- Leucio II.
- Teodoro Bonsecolo (erwähnt 1057)
- Formoso (erwähnt 1114)
- Gualtiero (erwähnt 1134)
- Penetrano (erwähnt 1179)
- Pietro Guarini (1180–1185)
- Fulco Bello (erwähnt 1200)
- Roberto Vultorico (1214–1252)
- Marco Ziani (1246–...)
- Gualtiero (1255–...)
- Roberto Sanblasio (erwähnt 1260)
- Godefredo (erwähnt 1268)
- Roberto de Noha (erwähnt 1301 und 1339)
- Giovanni de Glandis (1339–1348)
- Roberto (1348–...)
- Antonio De Ferraris (1373–...)
- Nicola da Taranto (1384–1386)
- Ludovico (1386)
- Leonardo (1386–1389)
- Antonio da Viterbo, OFM (1389–...)
- Tommaso Morganti (1409–1419)
- Gurello Ciccaro (1413 Gegenbischof, 1419–1429 römische Obödienz)
- Tommaso Ammirato, OSB (1429–1438)
- Guido da Lecce, O.F.M. (1438–1453) (auch Erzbischof von Bari)
- Antonio Ricci (1453–1484)
- Roberto Caracciolo, O.F.M. (1484–1485) (auch Bischof von Aquino)
- Marco Antonio de’ Tolomei (1485–1498)
  - Luigi d’Aragona (1498–1502) (Apostolischer Administrator)
- Giacomo Piscicelli (1502–1507)
- Pietro Matteo d’Aquino (1508–1511)
- Ugolino Martelli (1511–1517) (auch Bischof von Narni)
- Giovanni Antonio Acquaviva d’Aragona (1517–1525)
- Consalvo de’ Sangro (1525–1530)
- Alfonso de’ Sangro (1530–1534)
- Giovanni Battista Castromediano (1534–1534)
  - Ippolito de’ Medici (1534–1535) (Apostolischer Administrator)
- Braccio Martelli (1552–1560)
  - Giovanni Michele Kardinal Saraceni (1560) (Apostolischer Administrator)
- Annibale Saraceni (1560–1591)
- Scipione Spina (1591–1639)
- Luigi Pappacoda (1639–1670)
- Antonio Pignatelli (1671–1681)
- Michele Pignatelli, CR (1682–1695)
- Fabrizio Pignatelli (1695–1734)
- Giuseppe Maria Ruffo di Bagnara (1735–1744) (auch Erzbischof von Capua)
- Scipione Sersale (1744–1751)
- Alfonso Sozy Carafa, CRS (1751–1783)
  - Sedisvakanz 1783–1792
- Salvatore Spinelli, O.S.B.Cas. (1792–1796) (auch Erzbischof von Salerno)
- Nicola Caputo de’ Marchesi di Cerreto (1818–1862)
  - Sedisvakanz 1862–1872
- Valerio Laspro (1872–1877) (auch Erzbischof von Salerno-Acerno)
- Salvatore Luigi Zola, C.R.L. (1877–1898)
- Evangelista Di Milia, O.F.M.Cap. (1898–1901)
- Gennaro Trama (1902–1927)
- Alberto Costa (1928–1950)
- Francesco Minerva (1950–1981) (ab 1980 erster Erzbischof)
- Michele Mincuzzi (1981–1988)
- Cosmo Francesco Ruppi (1988–2009)
- Domenico Umberto D’Ambrosio (2009–2017)
- Michele Seccia (2017–2025)
- Angelo Raffaele Panzetta (seit 2025)